# NGC 4547
NGC 4547 је елиптична галаксија у сазвежђу Велики медвед која се налази на NGC листи објеката дубоког неба.
Деклинација објекта је + 58° 55' 2" а ректасцензија 12h 34m 51,8s. Привидна величина (магнитуда) објекта NGC 4547 износи 14,5 а фотографска магнитуда 15,5. NGC 4547 је још познат и под ознакама MCG 10-18-69, CGCG 293-30, NPM1G +59.0111, PGC 41896.